# Prismă heptagonală

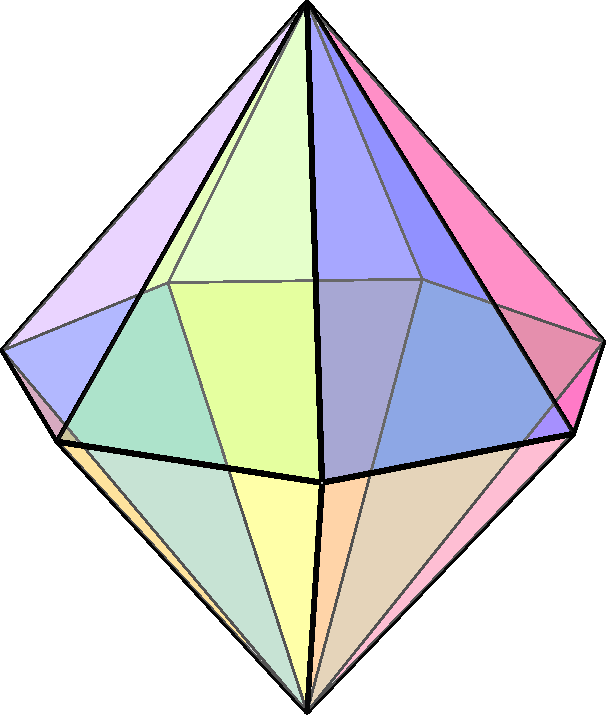
Dual: bipiramida heptagonală

În geometrie prisma heptagonală este o prismă cu baza heptagonală. Este un tip de eneaedru cu 9 fețe, 21 de laturi și 14 vârfuri.
Prisma heptagonală uniformă are indicele de poliedru uniform U76e.

## Ca poliedru semiregulat (sau uniform)
Dacă fețele sunt toate regulate, prisma heptagonală este un poliedru semiregulat, mai general, un poliedru uniform, fiind a cincea într-un set infinit de prisme formate din fețe laterale pătrate și două baze poligoane regulate. Poate fi văzut ca un hosoedru heptagonal trunchiat, reprezentat de simbolul Schläfli t{2,7}. Alternativ, poate fi văzut ca produsul cartezian al unui heptagon regulat și al unui segment, și reprezentat prin produsul {7}×{}. Dualul unei prisme heptagonale este o bipiramidă heptagonală.
Grupul de simetrie al unei prisme heptagonale drepte este D7h de ordinul 28. Grupul de rotație este D7 de ordinul 14.

## Formule
Ca la toate prismele, aria totală A este de două ori aria bazei (Ab) plus aria laterală, iar volumul V este produsul dintre aria bazei și înălțimea (distanța dintre planele celor două baze) h.
Pentru o prismă semiregulată cu baza heptagonală cu latura a, aria A are formula:
{\displaystyle A=2A_{b}+7ah=2\cdot 7{\frac {a^{2}}{4\tan {\frac {\pi }{7}}}}+7ah\approx 7,267825\,a^{2}+7ah}
Pentru a = 1 și h = 1 aria este ≈ 14,267825.
Formula volumului V este:
{\displaystyle V=A_{b}h={\frac {7}{4\tan {\frac {\pi }{7}}}}\,a^{2}h}
Pentru a = 1 și h = 1 volumul este ≈ 3,633912.

## Imagini

Pavare sferică a prismei heptagonale

Prisma heptagonală poate fi privită ca o pavare sferică.

## Poliedre înrudite
| Familia prismelor n-gonale uniforme | Familia prismelor n-gonale uniforme | Familia prismelor n-gonale uniforme | Familia prismelor n-gonale uniforme | Familia prismelor n-gonale uniforme | Familia prismelor n-gonale uniforme | Familia prismelor n-gonale uniforme | Familia prismelor n-gonale uniforme | Familia prismelor n-gonale uniforme | Familia prismelor n-gonale uniforme | Familia prismelor n-gonale uniforme | Familia prismelor n-gonale uniforme | Familia prismelor n-gonale uniforme | Familia prismelor n-gonale uniforme |
| Denumirea prismei                   | Prismă digonală                     | Prismă triunghiulară                | Prismă tetragonală                  | Prismă pentagonală                  | Prismă hexagonală                   | Prismă heptagonală                  | Prismă octogonală                   | Prismă eneagonală                   | Prismă decagonală                   | Prismă endecagonală                 | Prismă dodecagonală                 | ...                                 | Prismă apeirogonală                 |
| ----------------------------------- | ----------------------------------- | ----------------------------------- | ----------------------------------- | ----------------------------------- | ----------------------------------- | ----------------------------------- | ----------------------------------- | ----------------------------------- | ----------------------------------- | ----------------------------------- | ----------------------------------- | ----------------------------------- | ----------------------------------- |
| Imagine                             |                                     |                                     |                                     |                                     |                                     |                                     |                                     |                                     |                                     |                                     |                                     | ...                                 |                                     |
| Pavare sferică                      |                                     |                                     |                                     |                                     |                                     |                                     |                                     |                                     |                                     |                                     |                                     | Pavare plană                        |                                     |
| Config. vârfului                    | 2.4.4                               | 3.4.4                               | 4.4.4                               | 5.4.4                               | 6.4.4                               | 7.4.4                               | 8.4.4                               | 9.4.4                               | 10.4.4                              | 11.4.4                              | 12.4.4                              | ...                                 | ∞.4.4                               |
| Diagramă Coxeter                    |                                     |                                     |                                     |                                     |                                     |                                     |                                     |                                     |                                     |                                     |                                     | ...                                 |                                     |